# Assata Shakur

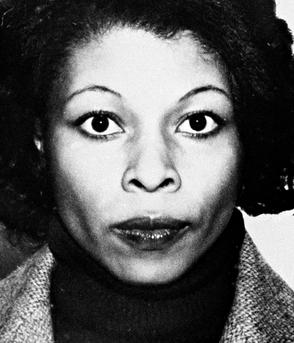
Assata Shakur

Assata Olugbala Shakur (geboren JoAnne Deborah Byron; New York, 16 juli 1947) is een Amerikaanse politieke activist die lid was van de Black Liberation Army (BLA). In 1977 werd ze veroordeeld voor de moord met voorbedachten rade op State Trooper Werner Foerster tijdens een vuurgevecht op de New Jersey Turnpike in 1973. Ze ontsnapte in 1979 uit de gevangenis en wordt gezocht door de FBI met een beloning van 1 miljoen dollar voor haar aanhouding.

## Black Panther Party en Black Liberation Army
Na haar afstuderen aan de City College of New York verhuisde Shakur naar Oakland, Californië, waar ze lid werd van de Black Panther Party (BPP). In Oakland werkte Shakur samen met de Black Panther Party om protesten te organiseren en onderwijsprogramma's voor de gemeenschap.
Na haar terugkeer in New York leidde Shakur de BPP-afdeling in Harlem, waar zij het gratis ontbijtprogramma voor kinderen, gratis klinieken en het betrekken van de gemeenschap coördineerde. Ze Maar verliet echter al snel de partij, omdat ze een hekel had aan het machogedrag van de mannen en geloofde dat de BPP-leden en -leiders geen kennis en begrip hadden van de zwarte geschiedenis van de Verenigde Staten.
Shakur sloot zich aan bij de Black Liberation Army (BLA) bestaande uit oud-leden van de Black Panthers en de Republic of New Afrika. De Black Liberation Army werd geïnspireerd door de Vietcong en de Algerijnse onafhankelijkheidsstrijders (FLN) van de Slag om Algiers. Ze voerden een campagne van guerrilla-activiteiten tegen de Amerikaanse regering waarbij ze tactieken gebruikten zoals het plaatsen van bommen, het overvallen van banken en het vermoorden van drugsdealers en politie.
Ze begon de naam Assata Olugbala Shakur te gebruiken in 1971 en verwierp Joanne Chesimard als een slavennaam. Assata is een West-Afrikaanse naam, afgeleid van de Arabische naam Aisha, waarvan wordt gezegd dat het "zij die worstelt" betekent, terwijl Shakur in het Arabisch "dankbare" betekent. Olugbala betekent "redder" in het Yoruba. Ze identificeerde zich als Afrikaanse en voelde dat haar oude naam niet meer paste: "Het klonk zo raar als mensen me Joanne noemden. Het had echt niets met mij te maken. Ik voelde me geen Joanne, geen neger of geen Amerikaan. Ik voelde me een Afrikaanse vrouw".

## Beschuldigingen en klopjacht
Vanaf 1971 werd Shakur beschuldigd van betrokkenheid bij verschillende incidenten van beroving en overvallen waarbij ze werd aangeklaagd en gezocht voor ondervraging. Hieronder waren ook aanvallen op de politie van New York en bankovervallen in het gebied.
In 1972 werd Shakur het doelwit van een landelijke klopjacht nadat de FBI beweerde dat ze een cel leidde van de Black Liberation Army die een "reeks koelbloedige moorden op politieagenten in New York" zou hebben gepleegd.
Shakur en anderen beweren dat ze het doelwit was van COINTELPRO van de FBI als gevolg van haar betrokkenheid bij de zwarte bevrijdingsorganisaties. In het bijzonder suggereert documentair bewijs dat Shakur het doelwit was van een onderzoek genaamd CHESROB, dat "probeerde de voormalige New Yorkse panter Joanne Chesimard (Assata Shakur) in verband te brengen met vrijwel elke bankoverval of gewelddadige misdaad waarbij een zwarte vrouw aan de oostkust betrokken was". Hoewel vernoemd naar Shakur, was CHESROB (net als zijn voorganger, NEWKILL) niet beperkt tot Shakur.
Jaren later, toen ze in Cuba woonde, werd Shakur gevraagd naar de vermeende betrokkenheid van de Black Liberation Army bij de moord op politieagenten. Ze zei: "In werkelijkheid is gewapende strijd historisch gezien door mensen gebruikt om zichzelf te bevrijden. [...] Maar de vraag is wanneer mensen gewapende strijd gebruiken. [...] Er waren mensen [in de BLA] die absoluut het standpunt innamen dat het gewoon tijd was om weerstand te bieden en als zwarte mensen niet zouden beginnen terug te vechten tegen politiegeweld en geen gewapend verzet zouden gaan voeren, zouden we worden vernietigd."
John Ehrlichman, een van de topadviseurs van president Richard Nixon, heeft toegegeven dat "zwarte mensen" en "anti-oorlog links" grote gevaren vormden voor de Nixon-campagne in 1968. Onder het mom van de war on drugs kon de Amerikaanse overheid deze groepen criminaliseren: "We wisten dat we het niet illegaal konden maken om tegen de oorlog of zwart te zijn, maar door het publiek de hippies te laten associëren met marihuana en zwarten met heroïne. En door beide zwaar te criminaliseren, konden we die gemeenschappen verstoren", aldus Ehrlichman. "We konden hun leiders arresteren, hun huizen binnenvallen, hun vergaderingen verstoren en hen avond na avond zwartmaken op het nieuws", vervolgt hij tegenover schrijver Dan Baum. De beschuldigingen richting zwarte bevrijdingsorganisaties kunnen moeilijk los worden gezien van het politieke geweld richting de zwarte gemeenschap in deze jaren.

## Ontsnapping
Begin 1979 begon een groep BLA-leden plannen te maken voor Shakurs ontsnapping uit de gevangenis. Ze financierden dit door geld te stelen van een warenhuis in Paramus, New Jersey. Op 2 november 1979 ontsnapte Shakur uit de Clinton Correctional Facility for Women in New Jersey, toen drie leden van het Black Liberation Army die op bezoek kwamen verborgen wapens en een staaf dynamiet trokken, twee bewakers als gijzelaars hielden, een busje eisten en zo ontsnapten. Er raakte niemand gewond tijdens de ontsnapping uit de gevangenis, ook niet de bewakers die als gijzelaars werden vastgehouden en op een parkeerplaats werden achtergelaten. Volgens latere getuigenverklaringen woonde Shakur in Pittsburgh tot augustus 1980 toen ze naar de Bahama's vloog.

## Politiek asiel in Cuba
Shakur was in 1984 in Cuba en in dat jaar kreeg ze daar politiek asiel. De Cubaanse regering betaalde ongeveer 13 dollar per dag voor haar levensonderhoud. In 1985 kwam haar dochter Kakuya bij haar wonen. Zij was opgevoed door Shakurs moeder in New York. In 1987 werd haar aanwezigheid in Cuba algemeen bekend toen ze instemde geïnterviewd te worden door het Amerikaanse dagblad Newsday.
In 1987 publiceerde Shakur het boek Assata: An Autobiography dat ze schreef in Cuba. Haar autobiografie is geciteerd in verband met kritische juridische studies en Critical Race Theory. Het boek geeft geen gedetailleerd verslag van haar betrokkenheid bij de BLA of de gebeurtenissen op de New Jersey Turnpike, behalve dat de jury "een vrouw heeft veroordeeld met haar handen omhoog!" Het geeft een verslag van haar leven vanaf haar jeugd in het zuiden en New York.
Het boek is uitgegeven door Lawrence Hill & Company in de Verenigde Staten en Canada, maar het copyright is in handen van Zed Books Ltd. uit Londen vanwege "Son of Sam" -wetten. Deze beperken wie winst uit een boek kan ontvangen en willen voorkomen dat criminelen kunnen profiteren van publiciteit over hun misdaden, bijvoorbeeld door hun verhaal te verkopen aan uitgevers. Haar autobiografie werd in 2014 opnieuw gepubliceerd in Groot-Brittannië en in juli 2017 werd een gedramatiseerde versie uitgevoerd op BBC Radio 4.
In 1993 publiceerde ze een tweede boek, Still Black, Still Strong, met Dhoruba bin Wahad en Mumia Abu-Jamal.
In 2005 bracht SUNY Press The New Abolitionists (Neo)Slave Narratives and Contemporary Prison Writings uit, bewerkt en met een toegevoegde inleiding door Joy James, waarin Shakurs Women in Prison: How We Are 1978 te zien is.

## Culturele invloed
In 1997 verscheen een documentaire over Shakur, Eyes of The Rainbow, geschreven en geregisseerd door de Cubaanse filmmaker Gloria Rolando. De officiële première van de film in Havana in 2004 werd gepromoot door Casa de las Américas, het belangrijkste culturele forum van de Cubaanse regering. Een andere biografische film,Assata aka Joanne Chesimard uit 2008 werd geregisseerd door Fred Baker en ging in première op het San Diego Black Film Festival. Assata Shakur speelde zelf hierin. De National Conference of Black Lawyers en Mos Def behoren tot de professionele organisaties en entertainers die Assata Shakur steunen; de campagne "Hands Off Assata" wordt georganiseerd door Dream Hampton.
Verschillende artiesten hebben liedjes over Shakur gecomponeerd en opgenomen of deze aan haar opgedragen:
- Common nam "A Song for Assata" op op zijn album Like Water for Chocolate (2000) nadat hij naar Havana was gereisd om Shakur persoonlijk te ontmoeten.[35]
- Nas noemde haar naam in het boekje van zijn album Untitled , tussen belangrijke zwarte figuren die het album inspireerden[36]
- Public Enemy ("Rebel Without A Pause" in It Takes a Nation of Millions to Hold Us Back, 1988)
- 2Pac ("Words of Wisdom" in 2Pacalypse Now (1991)
- Digital Underground ("Heartbeat Props" in Sons of the P, 1991)
- The Roots ("The Adventures in Wonderland" in Illadelph Halflife, 1996)
- Asian Dub Foundation ("Committed to Life" in Community Music, 2000)
- Dead Prez ("I Have A Dream, Too" in RBG: Revolutionair maar Gangsta, 2004)
- Jay Z ("Open letter part II" in 2013)

Na een ontstane ophef hernoemde Borough of Manhattan Community College in 1995 een studiebeurs die eerder naar Shakur was genoemd. In 2008 nam een professor aan de Bucknell University Shakur op in een cursus over "Afrikaans-Amerikaanse helden", samen met figuren als Harriet Tubman, Sojourner Truth, John Henry, Malcolm X en Angela Davis. Haar autobiografie wordt bestudeerd samen met die van Angela Davis en Elaine Brown, de enige vrouwelijke activisten van de Black Power-beweging die een uitgebreide autobiografie hebben gepubliceerd. Rutgers-universiteit-hoogleraar H. Bruce Franklin, die uit Shakurs boek citeert in een klas over 'Crime and Punishment in American Literature', beschrijft haar als een "revolutionaire strijder tegen het imperialisme".
In 2015 schrijft medeoprichter van de Black Lives Matter-beweging, Alicia Garza: "Als ik Assata's krachtige eis gebruik in mijn organiserende werk, begin ik altijd met te vertellen waar het vandaan komt, te vertellen over Assata's betekenis voor de Black Liberation Movement, wat het politieke doel en de boodschap is en waarom die belangrijk is in onze strijd."